# Орехов Кут
Орехов Кут — покинутый хутор в Темрюкском районе Краснодарского края.
Входит в состав Темрюкского городского поселения.

## География
Хутор находится в низовье реки Кубань. 

## Население
| 2002 | 2010 |
| ---- | ---- |
| 2    | ↘0   |